# Dante (Fullmetal Alchemist)
Dante (ダンテ?), chiamata anche Dante della selva oscura, è un personaggio immaginario dell'anime del 2003 di Fullmetal Alchemist, scritto da Shou Aikawa e diretto da Seiji Mizushima, e l'antagonista principale della prima serie animata. Non compare nel manga originale di Hiromu Arakawa, in cui il suo ruolo viene coperto invece dal Padre.
Conosciuta inizialmente solo come maestra di Izumi, di idee completamente opposte a quest'ultima, si rivela poi essere l'antagonista principale della serie, al comando degli homunculus, che la temono al punto tale da non pronunciare mai il suo nome e riferirsi a lei come "quella persona". La sua anima, come quella di Hohenheim (del quale fu la prima donna) ha più di 400 anni, ed è sopravvissuta spostandosi da un corpo all'altro servendosi della pietra filosofale.
Dante conosce piuttosto bene l'uso delle pietre filosofali e ne possiede molte di incomplete, pietre rosse con cui nutre gli homunculus, ma visto che la creazione della pietra completa è un'operazione particolarmente complessa (che fra l'altro richiede il sacrificio di numerose vite umane) e che potrebbe ucciderla, agisce nell'ombra per fare in modo che siano altri a crearla, con l'intenzione di impadronirsene subito dopo.

## Personalità
Dante è una donna dalla mentalità machiavellica e perversa, terrorizzata dall'idea di invecchiare e morire, e desiderosa di rimanere per sempre bella e giovane. A tal proposito ha raccolto attorno a sé gli homunculus e se ne serve spudoratamente. Essi, secondo il suo piano, dovrebbero spingere gli umani a creare la pietra filosofale, per potergliela poi sottrarre nel momento in cui l'avessero creata e grazie ad essa poter dunque ringiovanire.
Tutto il suo modo di pensare si basa sul terrore che ha della morte, e perciò non crede nello scambio equivalente e nella giustizia divina, poiché, secondo lei se esistessero tutto sarebbe equo, anche le vite degli uomini, e infatti non è così. Per questo motivo disprezza gli esseri umani, soprattutto quelli che si sforzano di continuare a vivere. Proprio su questo punto la sua opinione e quella della sua allieva Izumi divergono incontrovertibilmente.
La donna inoltre ha spesso degli atteggiamenti che sembrano quasi bisessuali: infatti, nonostante riveli espressamente di provare attrazione fisica per Hohenheim e i suoi figli, dimostra di riconoscere la bellezza anche nei corpi femminili, ed ha molte attenzioni per le belle donne, tanto da palpare il seno di Rose, nonostante ciò possa essere giustificato come puro interesse possessivo, in quanto le donne che ha "corteggiato" erano candidate a diventare il suo "nuovo corpo".
Dante inoltre non possiede alcun interesse per i sentimenti umani o altrui, ed ha una vera ossessione per il sesso, effettuato per puro piacere. Infatti, quando dopo anni ed appena reincarnata in Lyra, una giovane vergine, rivede Hohenheim, gli chiede se è interessato a farle "provare" il suo giovane corpo, e alla risposta di questi "sono un uomo sposato ora" ella replica che anche lei è stata sposata molte volte, dimostrando che i suoi precedenti compagni per lei non valgono nulla.

## Storia

### Il corpo originale
Il corpo originale di Dante viene visto per la prima volta in un flashback: era una donna molto bella, con i capelli castani ricci pettinati a boccoli secondo la moda dell'epoca, il viso oblungo e due labbra sottili con rossetto. Gli occhi vengono coperti dalle frangette che ricadono sulla fronte, in modo da conferirle un design lugubre e misterioso.
Durante il suddetto flashback, Dante è vista insieme a Hohenheim durante la trasmutazione che, sacrificando le vite dei malati di peste, permette ai due di creare la pietra filosofale. Ciò però consuma la vita di Hohenheim che, proprio grazie a Dante, si reincarna nel corpo di uno dei domestici. Quella fu la prima della lunga serie di reincarnazioni dei due. Avevano persino un figlio che tuttavia, morì di avvelenamento da mercurio in giovane età. Hohenheim cercò di riportarlo in vita ma in vano e di conseguenza nacque l'homunculus Envy
In seguito tuttavia, dopo la fuga di Hohenheim, ella raccoglie attorno a sé gli homunculus allo scopo di creare altre pietre filosofali e preservare la propria vita.

### Dante della selva oscura
Il primo corpo con cui la si vede nella serie è ormai vecchio, ma non è il secondo corpo assunto dalla donna: ella stessa infatti afferma di essersi reincarnata almeno sei volte. Viene presentata come un'anziana signora vestita da nobildonna europea, e descritta come la maestra di Izumi. Appare per la prima volta quando i fratelli Elric si recano da lei per conto della stessa Izumi allo scopo di farsi consegnare un medicinale nella villa in cui dimora. Qui ritroviamo anche la giovane Lyra, divenuta sua discepola e, a sua insaputa, il bersaglio designato per la prossima trasmigrazione dell'anima della donna. È presente durante il rapimento di Al e, accortasi che dietro di ciò c'è la mano di Greed, fa di tutto per attirarlo in casa sua ed ucciderlo come punizione per la sua ribellione.
Mentre Ed si reca alla caccia dell'homunculus della cupidigia, Dante attua il suo piano utilizzando l'ultima pietra filosofale a sua disposizione per reincarnarsi nel giovane corpo della sua ingenua domestica Lyra, dopodiché dilania il suo vecchio corpo per far ricadere la colpa su Greed e poter sparire dalla circolazione.
Greed, giunto alla villa di Dante, trova ad accoglierlo una ragazzina, che non esita a seguire senza fare domande e si ritrova bloccato nella trappola della sua creatrice. Dopo averlo paralizzato ponendolo di fronte alle ossa dell'uomo a partire dal quale era stato creato, Dante lo priva delle sue pietre rosse e quindi dell'immortalità. Dopodiché, fugge e lascia che sia Edward a finirlo.

### Nel corpo di Lyra
L'ultimo corpo rubato da Dante è quello della giovane Lyra, una ragazza dai capelli lunghi fino alle spalle e una frangia che le ricade sul viso, due grandi occhi viola e dall'aspetto rassicurante e gentile, peculiarità di cui Dante si serve spesso per attuare i suoi inganni. Una volta che Dante si impossessa del corpo della ragazza, il viso di Lyra perde la sua espressione ingenua ed adotta un look più dark, con un abito aderente di color porpora col colletto alto bianco su cui spicca una gemma blu, e degli stivaletti abbinati. Tuttavia è proprio con questo corpo che iniziano i problemi per Dante: infatti, il continuo spostarsi da un corpo all'altro ha consumato l'anima della donna, e dopo breve tempo il corpo di Lyra inizia a logorarsi ed a marcire, sicché Dante è costretta a coprire il proprio odore con un forte profumo, a meno che non sia proprio l'odore emanato dal corpo in decomposizione che viene scambiato per un forte profumo, e progettare di trasferirsi nuovamente in un corpo giovane, e sceglie Rose Thomas. Dopo aver regolato i conti in sospeso con Hohenheim ed averlo spedito al di là del portale, è con questo corpo che affronta Ed nella città sotterranea rivelandogli l'agghiacciante verità ed il suo spietato modo di pensare. Sempre con questo corpo priva Gluttony della sua mente per fargli dimenticare il dolore per la morte di Lust, ma poi proprio l'homunculus, ormai fuori da ogni controllo, la divora durante il suo tentativo di fuga.

### Film
Nel film compare una ragazza identica all'ultimo corpo utilizzato da Dante, quello di Lyra: si tratta di una cameriera che serve il tè al regista Fritz Lang e ad Edward Elric. La ragazza se ne va con aria indispettita, dopo aver notato che Ed la fissa stupito.

## Abilità
Dante è un'alchimista di estrema bravura, e dopo aver effettuato delle trasmutazioni umane è divenuta in grado di creare un cerchio alchemico battendo semplicemente le mani, proprio come fa Edward. Riesce addirittura a manovrare le sue creazioni anche dopo averle trasmutate, e a congelare l'aria dando vita a soldati di ghiaccio. Inoltre è stata la prima a comprendere che il portale dell'alchimia si trova dentro gli uomini e che, quando il legame tra corpo anima e mente è ancora debole, come nel caso di un bambino, è facile aprire il portale, ed è esattamente ciò che fa con il figlio di Rose. Dante è l'unica, assieme ad Hohenheim, ad aver trasmutato la propria anima per reincarnarsi in un corpo altrui.